# Casa Museo Sarmiento
La Casa Museo Sarmiento es un museo y biblioteca que se sitúa sobre el Río Sarmiento, en la localidad de Tigre, en la Provincia de Buenos Aires, Argentina, que fue propiedad de Domingo Faustino Sarmiento, quien fue presidente de Argentina y que habitó en ella.

## Historia
La Casa Museo Sarmiento tuvo como primer propietario a Federico Álvarez de Toledo Bedoya, (Buenos Aires, 1826 - id. 1923), quien era un estanciero que construyó la casa en 1855 y quien fue un íntimo amigo de Domingo Faustino Sarmiento. Ambos simpatizaron a lo largo de sus vidas en sus ideas políticas y en su común visión respecto del futuro de Argentina. Debido a que los dos fueron opositores al régimen de Juan Manuel de Rosas, se vieron obligados a exiliarse en Chile donde forjaron un mutuo aprecio. 
Álvarez de Toledo, dueño de la isla en Tigre, regaló a su amigo Sarmiento la propiedad, cuando supo que él quería tener una casa en la zona del Delta del Paraná.
En el año 1860, Sarmiento recibió de su amigo su casa en El Tigre. Él tomó posesión de su isla disparando al aire simbólicos tiros con su arma de fuego, como hacían los conquistadores estadounidenses a medida que expulsaban a los indios de su territorio.
Sarmiento decidió llamar «Prócida» por la pequeña isla que se encuentra frente a la ciudad italiana de Nápoles, en el sur de Italia, y construyó dentro de su isla un hermoso puente al que bautizó igual al de la ciudad de Venecia, «Rialto».
La casa conforma una pequeña construcción de madera con techo de tejas. Según los historiadores de la casa, entre los que se encuentran María del Carmen Magaz y María Beatriz Arévalo, la planta baja era libre, mientras que la planta alta era donde se encontraba la única habitación que posee la casa. Las paredes, construidas con tablas prefabricadas, muestran de que se trata de una arquitectura mucho más elaborada de lo que pueda imaginarse a simple vista.
Pero Sarmiento no sólo se dedicó a descansar y a escribir en ella. Durante sus más de 30 años de estadía, ofició de consejero en el armado de otras casas y en la solución de los problemas habituales que la vida del Delta merecía por esos años. 
Fue Sarmiento, quien en año 1855 plantó la primera vara de mimbre, dando así inicio a la actividad de la que hoy sobreviven la mayoría de los isleños. Sarmiento trajo además a la zona, proveniente de uno de sus tantos viajes a Estados Unidos, las primeras semillas de pecanes, hoy la famosa nuez del delta que crece en todas las islas.
El mismo Sarmiento, luego de casi treinta años de vivir en el delta, seguía insistiendo en la lógica de las casas de madera, como él decía «Ni piedra ni ladrillos» sintetiza en un artículo titulado «Arquitectura y paisajes isleños» (1885) publicado en uno de los diarios más importantes del momento de la ciudad de Buenos Aires.
Sarmiento afirmaba:

En el Delta, el sauce es el material ideal para la construcción. La novedad introducida en las islas es la casita de madera, la arquitectura americana. Un progreso que deseáramos ver introducido a lo largo de todo nuestro país.

Sin embargo, los lujos de la arquitectura europea también llegaron al Delta y le impregnaron el toque de romanticismo y glamour que poco tiene la funcionalidad americana.
Sarmiento murió en 1888. Carlos Delcasse adquirió la casa y luego la donó a una institución de bien público, que a su vez la donó al Consejo Nacional de Educación. 
En 1966, un decreto del por ese entonces Presidente Arturo Umberto Illia la declaró como Monumento Histórico Nacional y, gracias a ello, hoy se conserva parecida al resto de las casas madereras del delta. Comenzando esta actividad después de la de Sarmiento.
En 1989 fue declarado Monumento Histórico Provincial.
En 1996 se entregó la custodia a la Municipalidad de Tigre, que se encargó de protegerla con el cristal de las inclemencias de la naturaleza y del paso del tiempo.

### Últimos años
La casa funciona como museo y biblioteca.

## Galería de imágenes

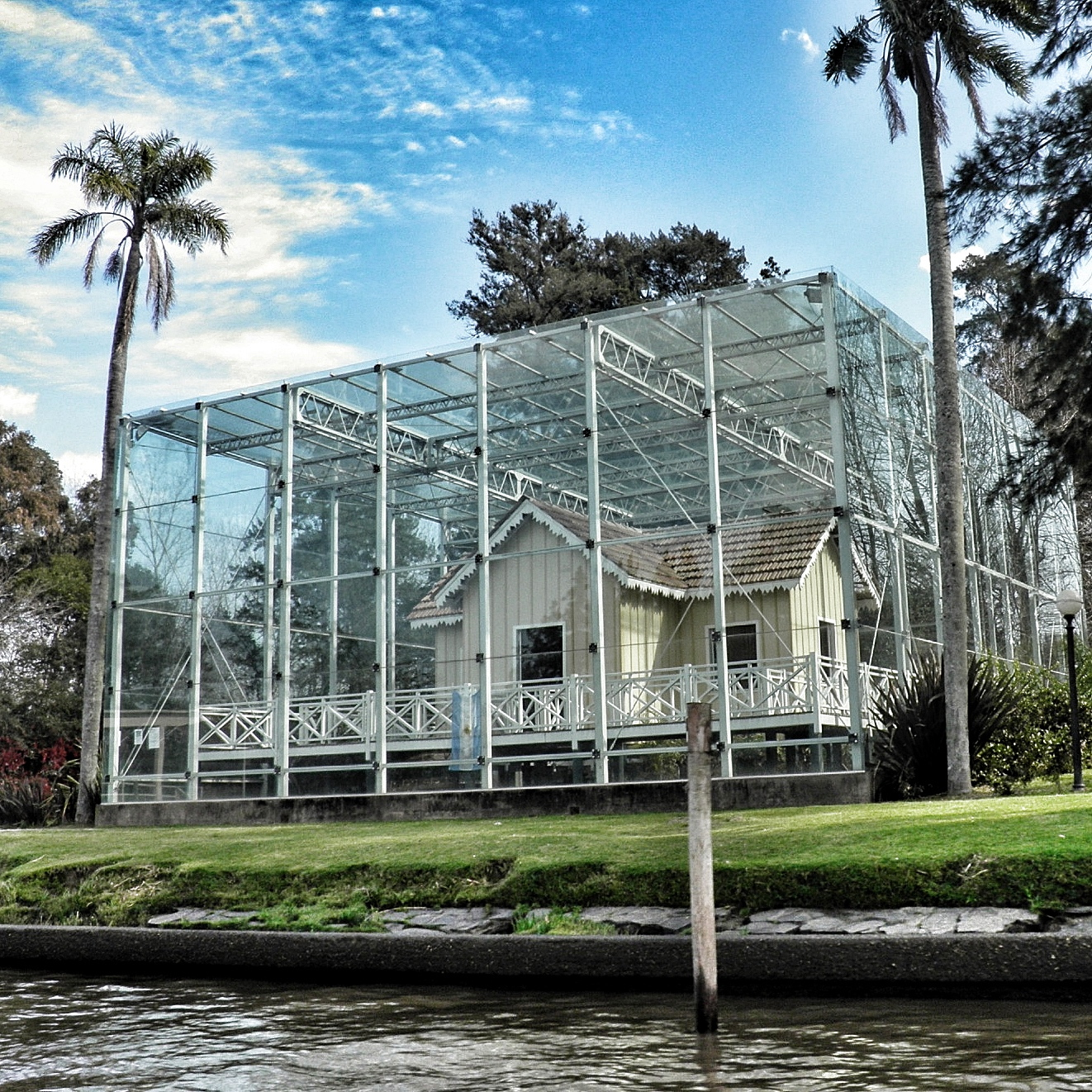
Vista de la Casa Museo Sarmiento desde el Río Sarmiento.